# Guía Repsol

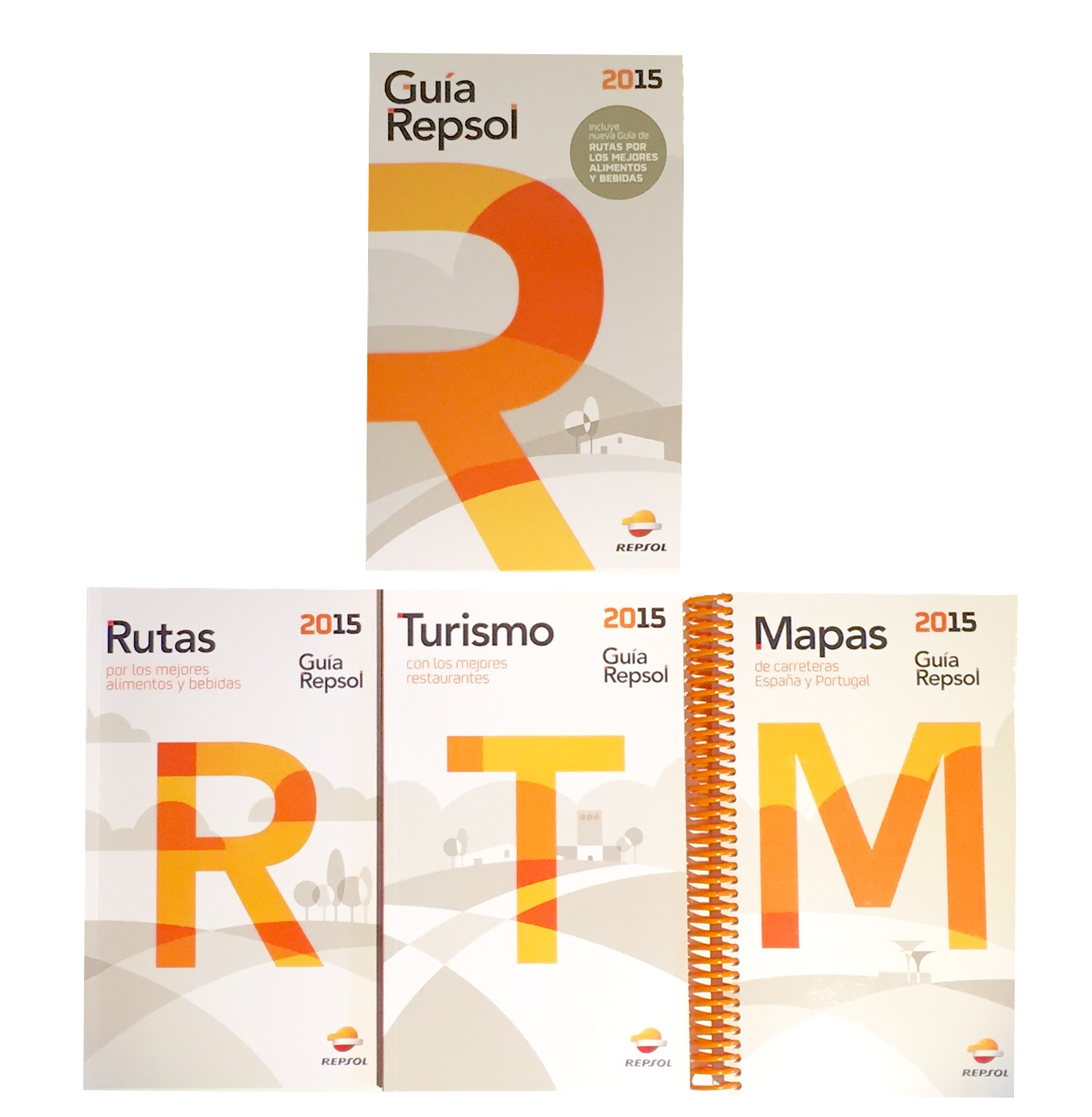
Edición 2015 de la Guía Repsol.

La Guía Repsol, hasta 2008 llamada Guía Campsa, es una guía turística española creada en 1979 que propone rutas e itinerarios por España, y proporciona información, de interés turístico, de los lugares por los que se puede pasar, dando una gran importancia a la gastronomía. Desde 2016 cuenta con una web propia donde se publican reportajes sobre destinos, rutas de personajes famosos, restaurantes, bodegas o dónde suelen comer algunos de los cocineros más reconocidos.
La gastronomía es un apartado independiente, separado del "turismo" y de los "mapas y rutas", y se califican numerosos restaurantes. Dentro de la gastronomía también se da gran importancia a los productores, mercados y vinos.

## Historia
En 1979 la compañía petrolera Campsa editó la Guía del viajero 1979, una publicación para automovilistas con mapas de carreteras y de la red de estaciones de servicio de España, Portugal, Andorra y el sur de Francia. La guía también incluía una sección gastronómica, con una selección de restaurantes calificados según una escala de soles (de uno a cuatro, siendo esta la máxima puntuación) por la Cofradía de la Buena Mesa. Esta primera edición fue declarada Libro de Interés Turístico por la Secretaría de Estado de Turismo.
Después de la edición de 1980, Campsa abandonó la publicación. En 1981 y 1982 fue el Banco Exterior de España quien editó una Guía del viajero, que mantenía la categorización de los restaurantes con soles. A partir de 1983, con el mismo título, pasó a ser editada por Plaza & Janés, en colaboración con la Cofradía de la Buena Mesa. Paralelamente, ese mismo año 1983 la compañía estatal de petróleos volvió a editar su propia publicación, titulada Guía del viajero Campsa para distinguirla de su competencia. Por idéntico motivo, la evaluación cambió la escala de soles por surtidores de gasolina.
A partir de 1989 la Guía Campsa recuperó la colaboración con la Cofradía de la Buena Mesa y con la Real Academia de Gastronomía. Ese mismo año, coincidiendo con su décimo aniversario, ganó el Premio Nacional de Gastronomía. En 1992, debido a las exigencias antimonopolísticas de la Comunidad Económica Europea, Campsa fue disuelta y sus activos pasaron a Repsol, que mantuvo la marca y la publicación de la guía.
En 2000 se inició la publicación de la guía de Los mejores vinos españoles para acompañar al tradicional mapa de carreteras. Ese mismo año se publicó por primera vez una versión digital de la guía, en soporte CD-ROM, bajo el nombre Guía Campsa interactiva. Paralelamente, se lanzó también la versión web. En 2008 pasó a estar disponible para teléfonos móviles Movistar y para los sistemas de navegación TomTom.
Debido al proceso de unificación de marcas llevado a cabo por Repsol, en 2009 la publicación fue renombrada como Guía Repsol. A partir de esa misma edición se recuperó la calificación en soles, en sintonía con el logotipo corporativo de Repsol. Así mismo, la guía pasó a publicarse en tres volúmenes (Mapa de Carreteras, Los mejores vinos españoles y Rutas con Denominación de Origen).
En 2011 recibió la Placa al Mérito Turístico concedida por el Gobierno de España, siendo la primera guía turística en obtener este reconocimiento.
En 2022 produce conjuntamente con Endemol Shine Iberia la serie documental En busca del Sol de Movistar+

## Calificación en restauración
Según la propia guía el sistema actual de calificación tiene en cuenta parámetros como la experiencia integral del cliente, el uso de productos de proximidad, la capacidad técnica del equipo de sala o la coherencia de los proyectos.

### Los "Soles Repsol"
En la Guía Repsol hay, actualmente, cuatro categorías diferentes de los restaurantes:
- Recomendado: quiere decir que los críticos consideran que el restaurante es bastante interesante según los criterios expuestos.
- Un "Sol": junto a un nombre de un restaurante significa que hay variedad de platos y una calidad excelente.
- Dos "Soles": indican "calidad excelente en la cocina", se consideran mejores que los que tienen un solo pero no tanto como los que tienen tres.
- Tres "Soles": es la máxima calificación que da esta guía y corresponde a los restaurantes considerados "los mejores del año".

En la edición 2022, Guía Repsol cuenta con 666 restaurantes reconocidos con Soles (42 Tres Soles, 155 Dos Soles y 469 Un Sol), así como 1.108 Recomendados.

### Inspectores de la Guía Repsol
Según la guía, profesionales de distintos ámbitos laborales, sin vinculación directa con el sector de la hostelería, son los encargados de realizar los trabajo de inspección de los restaurantes. Estos inspectores se guían por un sistema de calificación desarrollado con el asesoramiento del Basque Culinary Center, y trata de reflejar la experiencia global del cliente, desde que reserva hasta que sale por la puerta del restaurante. Entre los criterios, además del estilo de cocina, materia prima, capacidades técnicas, carta de vinos, servicio o la relación calidad-precio, también tiene en consideración otros parámetros como la sostenibilidad o la integración.

## Premios y reconocimientos
- Placa al Mérito Turístico (2011).
- Premio Nacional de Gastronomía (1989)